# Coppa dei Campioni 1959-1960 (pallamano maschile)
La Coppa dei Campioni 1959-1960 è stata la 3ª edizione della massima competizione europea di pallamano riservata alle squadre di club. Il torneo ha avuto inizio il 6 dicembre 1959 e si è concluso il 12 marzo 1960. Il titolo è stato conquistato dai tedeschi del Frisch Auf Göppingen per la prima volta nella loro storia sconfiggendo in finale i danesi dell'Aarhus GF.

## Risultati

### Primo turno
| Squadra 1             | Risultato | Squadra 2          |
| --------------------- | --------- | ------------------ |
| Aalsmeer              | 17 - 13   | BTV San Gallo      |
| Aarhus GF             | 24 - 11   | Fredensborg        |
| Dukla Praga           | 31 - 19   | Borac Banja Luka   |
| Frisch Auf Göppingen  | n.d.      | Union Helsinki     |
| Paris Université Club | 15 - 12   | Eschois Fola       |
| Porto                 | 21 - 11   | Royal Olympic Club |
| Sparta Katowice       | 13 - 13   | Dinamo Bucarest    |

#### Ripetizione
| Squadra 1       | Risultato | Squadra 2       |
| --------------- | --------- | --------------- |
| Sparta Katowice | 11 - 14   | Dinamo Bucarest |

### Quarti di finale
| Squadra 1             | Risultato | Squadra 2    |
| --------------------- | --------- | ------------ |
| Aarhus GF             | 17 - 16   | Redbergslids |
| Dinamo Bucarest       | 23 - 22   | Dukla Praga  |
| Frisch Auf Göppingen  | 27 - 12   | Aalsmeer     |
| Paris Université Club | 18 - 13   | Porto        |

### Semifinali
| Squadra 1            | Risultato | Squadra 2             |
| -------------------- | --------- | --------------------- |
| Frisch Auf Göppingen | 10 - 8    | Dinamo Bucarest       |
| Aarhus GF            | 20 - 10   | Paris Université Club |

### Finale
| Parigi 12 marzo 1960 | Aarhus GF | 13 – 18 | Frisch Auf Göppingen |  |